# سيرهي بتروف
سيرهي بتروف (بالأوكرانية: Петров Сергій Володимирович)‏ هو لاعب كرة قدم أوكراني في مركز الهجوم، ولد في 21 مايو 1997 في إيفباتوريا في أوكرانيا. شارك مع منتخب أوكرانيا تحت 16 سنة لكرة القدم. أما مع النوادي، فقد لعب مع نادي فولين لوتسك.

## وصلات خارجية
- سيرهي بتروف على موقع اتحاد أوكرانيا (الإنجليزية)
- سيرهي بتروف على موقع قاعدة بيانات كرة القدم.إي يو (الإنجليزية)
- سيرهي بتروف على موقع Soccerway.com (الإنجليزية)